# Da Svigermoder kom
Da Svigermoder kom er en dansk stumfilm fra 1918 med ukendt instruktør.

## Handling
Denne artikel mangler et handlingsreferat. Hjælp os med at skrive det.

## Medvirkende
- Alf Nielsen - Georg Brammer
- Ingeborg Bruhn Bertelsen - Clara Brammer
- Emma Wiehe
- Mathilde Felumb Friis
- Jørgen Lund